# Manulea rubra
Manulea rubra är en flenörtsväxtart som först beskrevs av Berg., och fick sitt nu gällande namn av Carl von Linné d.y.. Manulea rubra ingår i släktet Manulea och familjen flenörtsväxter. Inga underarter finns listade i Catalogue of Life.